# Irlande du Nord aux Jeux du Commonwealth
L’Irlande du Nord a participé à toutes les éditions des Jeux du Commonwealth sauf ceux de 1950. Lors des premiers Jeux en 1930, elle envoie une délégation conjointe avec l'État libre d'Irlande ; à partir de 1934, toutefois, elle envoie ses propres délégations d'athlètes. Les Nord-Irlandais ont à ce jour remporté cent-une médailles, dont vingt-sept en or, se classant treizièmes au classement des médailles. Ils brillent particulièrement en boxe (d'où provient la majorité de leurs médailles) et en boulingrin. C'est la seule des quatre nations britanniques à n'avoir encore jamais accueilli les Jeux.
L'Irlande du Nord n'est pas un État souverain, mais une nation constitutive du Royaume-Uni. Néanmoins, chacune des quatre nations constitutives (Angleterre, Écosse, pays de Galles et Irlande du Nord) envoie sa propre délégation d'athlètes aux Jeux du Commonwealth. À l'inverse des Jeux olympiques, il n'y a donc pas de délégation britannique unifiée à ces Jeux. Les athlètes nord-irlandais concourent sous le drapeau nord-irlandais, et non pas sous le drapeau britannique. L'hymne national d'Irlande du Nord aux Jeux est Danny Boy,.

## Médailles
Résultats par Jeux :
| Année | Médaille d'or | Médaille d'argent | Médaille de bronze | Total   | Rang    |
| ----- | ------------- | ----------------- | ------------------ | ------- | ------- |
| 1930  | 0             | 1                 | 0                  | 1       | 9e      |
| 1934  | 0             | 1                 | 2                  | 3       | 9e      |
| 1938  | 0             | 0                 | 0                  | 0       | -       |
| 1950  | absents       | absents           | absents            | absents | absents |
| 1954  | 2             | 1                 | 0                  | 3       | 9e      |
| 1958  | 1             | 1                 | 3                  | 5       | 12e     |
| 1962  | 0             | 0                 | 1                  | 1       | 17e     |
| 1966  | 1             | 3                 | 3                  | 7       | 14e     |
| 1970  | 3             | 1                 | 5                  | 9       | 10e     |
| 1974  | 3             | 1                 | 2                  | 6       | 9e      |
| 1978  | 2             | 1                 | 2                  | 5       | 10e     |
| 1982  | 0             | 3                 | 3                  | 6       | 17e     |
| 1986  | 2             | 4                 | 9                  | 15      | 7er     |
| 1990  | 1             | 3                 | 5                  | 9       | 13e     |
| 1994  | 5             | 2                 | 3                  | 10      | 10e     |
| 1998  | 2             | 1                 | 1                  | 4       | 13e     |
| 2002  | 2             | 2                 | 1                  | 5       | 17e     |
| 2006  | 0             | 2                 | 0                  | 2       | 24e     |
| 2010  | 3             | 3                 | 4                  | 10      | 14e     |
| 2014  | 2             | 3                 | 7                  | 12      | 15e     |
| Total | 29            | 33                | 51                 | 113     | 14e     |

Athlètes ayant remporté au moins trois médailles d'or aux Jeux :
| Nom           | Médailles d'or | Jeux             | Discipline | Épreuves                    |
| ------------- | -------------- | ---------------- | ---------- | --------------------------- |
| David Calvert | quatre         | 1994, 1998, 2002 | Tir        | Carabine Fullbore           |
| Mary Peters   | trois          | 1970, 1974       | Athlétisme | Pentathlon, lancer de poids |